# Gerimpeld slikwormpje
Het gerimpeld slikwormpje (Paranais frici) is een ringworm uit de familie van de Naididae. De wetenschappelijke naam van de soort is voor het eerst geldig gepubliceerd in 1941 door Hrabe.